# Ramphomicron dorsale
Ramphomicron dorsale là một loài chim trong họ Chim ruồi.